# لوحات تسجيل المركبات في اليمن
بدأ الإصدار الحالي من لوحات تسجيل المركبات في اليمن في العام 1993.
يمكن تمييز أنواع لوحات الترخيص اليمنية من خلال لون خلفيتها، بالإضافة إلى نص عربي أعلى الرمز الرقمي، بجوار اسم البلد، "اليمن". يقسم الجزء العددي باللوحة إلى قسمين بخط أفقي. على اليسار، رمز مكون من رقم واحد أو رقمين، للإشارة إلى المحافظة التي تنتمي إليها السيارة. يكون هذا الرقم بين 1 و22. على اليمين، يوجد رمز التعريف الرقمي للسيارة والذي يمكن أن يتراوح بين 1 و6 أرقام.
بعد انقلاب جماعة الحوثي على شرعية الرئيس هادي في 2014م أصدرت الحكومة لوحات مؤقتة للمحافظة المحررة في العام 2018.

## إصدار 1993-2018
| نوع المركبة | نوع المركبة | نوع المركبة                                              |
| صورة        | النوع       | الاستخدام                                                |
| ----------- | ----------- | -------------------------------------------------------- |
|             | خصوصي       | السيارات الخاصة                                          |
|             | اجرة        | مركبة للإيجار، حافلة، سيارة أجرة                         |
|             | نقل         | مركبات نقل البضائع، شاحنات صغيرة، شاحنات، مقطورات جرارات |

### رموز المحافظات[2]
| المحافظة      | الرمز |
| ------------- | ----- |
| أمانة العاصمة | 1     |
| صنعاء         | 2     |
| عدن           | 3     |
| تعز           | 4     |
| حضرموت        | 5     |
| الحديدة       | 6     |
| إب            | 7     |
| حجة           | 8     |
| ذمار          | 9     |
| صعدة          | 10    |
| أبين          | 11    |
| لحج           | 12    |
| البيضاء       | 13    |
| المحويت       | 14    |
| شبوة          | 15    |
| مأرب          | 16    |
| المهرة        | 17    |
| الجوف         | 18    |
| عمران         | 19    |
| الضالع        | 20    |
| ريمة          | 21    |
| سقطرى         | 22    |

## إصدارات 2018
وبسبب الصراع الدائر، انقسمت السيطرة السياسية في اليمن. وكان لهذا آثار على لوحات تسجيل المركبات. فقد احتفظت معظم مناطق الشمال، الخاضعة سياسياً لسيطرة المتمردين الحوثيين، بتنسيقات لوحات التسجيل لعام 1993. ومع ذلك، في باقي المحافظات الخاضعة لسيطرة المجلس القيادي الرئاسي الشرعي المعترف به دولياً أصدرت لوحات تسجيل فريدة خاصة بها ولكنها متشابهة في الأسلوب والتنسيق.

### مدينة عدن
بدأت مدينة عدن في إصدار لوحات ترخيص تتميز برسم منارة رأس مرشاق، أحد المعالم البارزة في عدن، بالإضافة إلى كلمة "عدن" بالعربية، بالإضافة إلى الكلمة باللغة الإنجليزية. تتكون لوحة الترخيص حاليًا من رمز مكون من 4 أرقام، ولكنها كبيرة بما يكفي للسماح برموز مكونة من 5 أو 6 أرقام إذا لزم الأمر. تتكون لوحة الترخيص من نص ورسومات باللون الأسود وحدود سوداء على خلفية بيضاء.

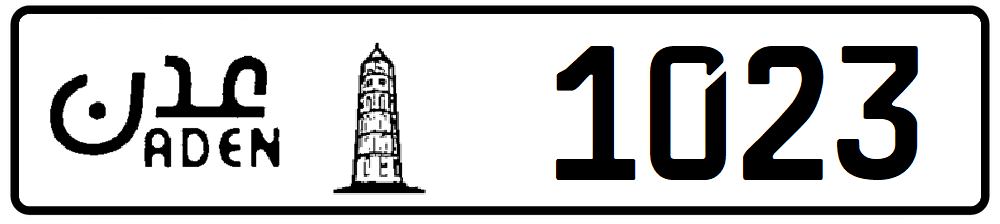
لوحة ترخيص نموذجية مكونة من سطر واحد، ذات حجم متوافق مع المعايير الأوروبية؛ 520 مـم × 110 مـم (20 بوصة × 5 بوصة).
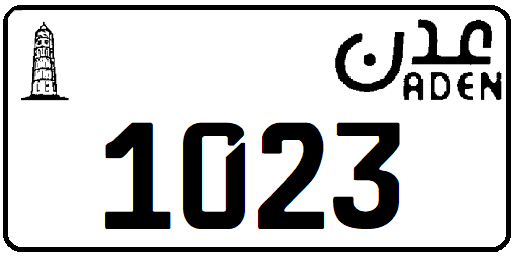
لوحة ترخيص نموذجية مكونة من سطرين، للمركبات المستوردة المتوافقة مع المعيار الأمريكي؛ 335 مـم × 170 مـم (15 بوصة × 5 بوصة).

### محافظة حضرموت
تتكون لوحات أرقام محافظة حضرموت من نص أسود وحدود سوداء على خلفية بيضاء. تتكون لوحات أرقام محافظة حضرموت من اسم المحافظة باللغة العربية "حضرموت" و4 أرقام. تحتوي اللوحات أيضًا على شريط على الجانب الأيسر مع الحرف "H" باللون الأسود على خلفية يعتمد لونها على تصنيف السيارة. تحتوي اللوحات المؤقتة على شريط على الجانب الأيمن مكتوب عليه "مؤقت"، على خلفية زرقاء.

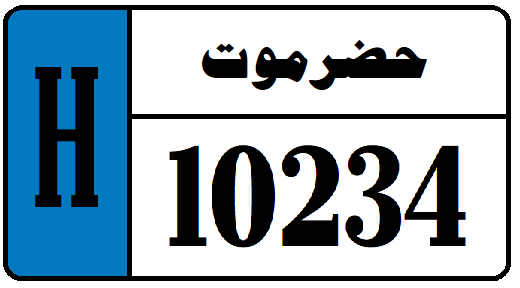
السيارات الخاصة
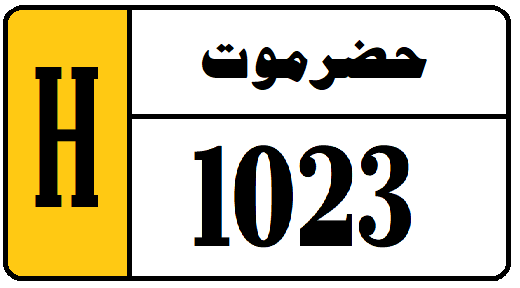
مركبة للإيجار، حافلة، سيارة أجرة
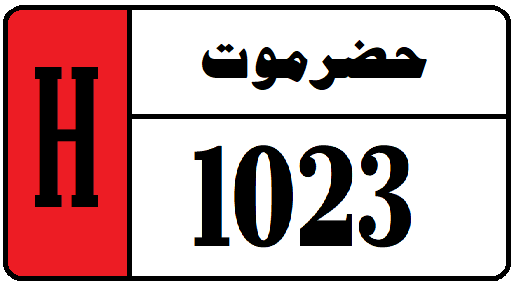
مركبات نقل البضائع، شاحنات صغيرة، شاحنات، مقطورات جرارات
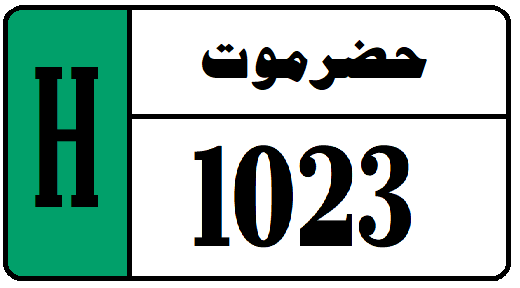
المركبات الحكومية
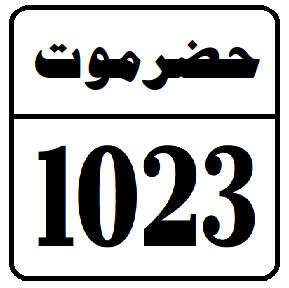
الدراجات النارية
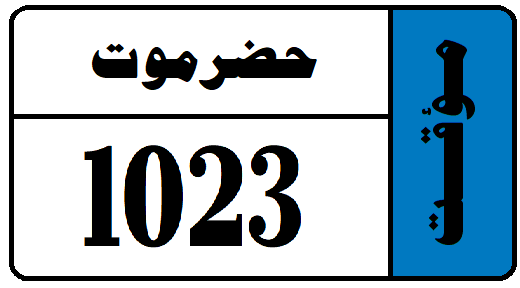
مؤقت
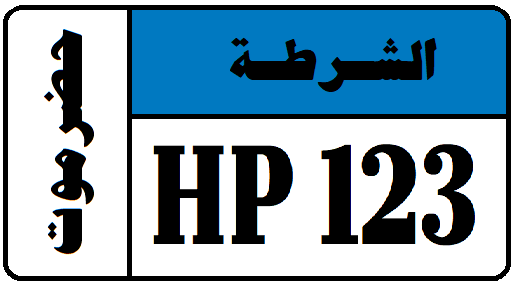
الشرطة

### محافظة المهرة
تتكون لوحات أرقام محافظة المهرة من نص أسود وحدود سوداء على خلفية بيضاء. تتكون لوحات المحافظة المهرة من اسم المحافظة باللغة العربية "المهرة" و4 أرقام. تحتوي لوحات أرقام محافظة المهرة أيضًا على شريط على الجانب الأيسر مع الحرف "M" باللون الأسود على خلفية يعتمد لونها على تصنيف السيارة.

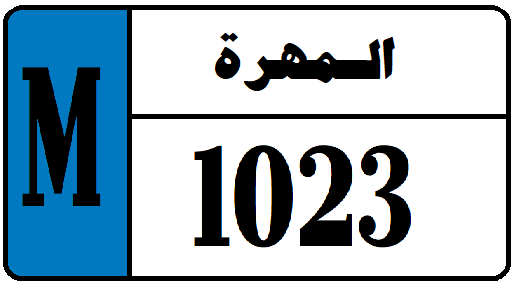
السيارات الخاصة
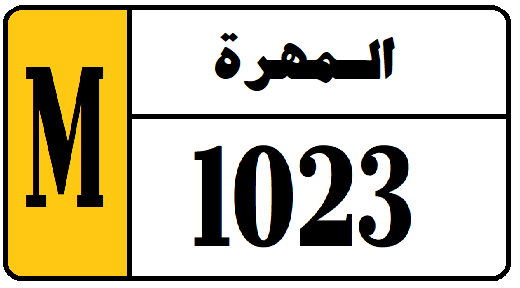
مركبة للإيجار، حافلة، سيارة أجرة
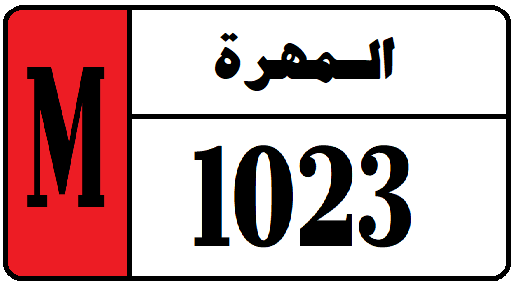
مركبات نقل البضائع، شاحنات صغيرة، شاحنات، مقطورات جرارات
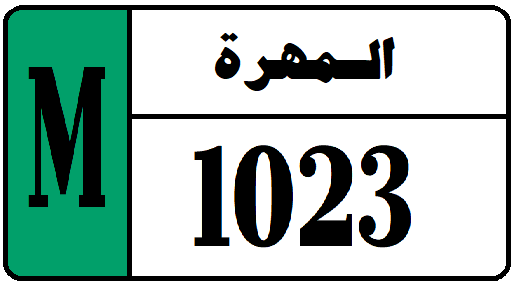
المركبات الحكومية
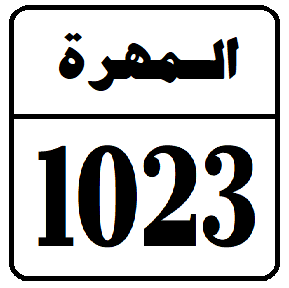
الدراجات النارية

### محافظة مأرب
تتكون لوحات أرقام محافظة مأرب من أرقام سوداء وحدود سوداء على خلفية بيضاء. تتكون لوحات أرقام محافظة مأرب من اسم المحافظة باللغة العربية "مأرب" و4 أرقام. اسم المحافظة باللون الأسود على خلفية يعتمد لونها على تصنيف المركبة. تحتوي لوحات أرقام محافظة مأرب أيضًا على شريط على الجانب الأيسر مع الحرف M باللون الأسود على خلفية يتطابق لونها مع لون خلفية اسم المحافظة، ويعتمد على تصنيف المركبة. رمز الحرف المستخدم من قبل المحافظة، "M"، هو نفس رمز الحرف المستخدم من قبل محافظة المهرة.

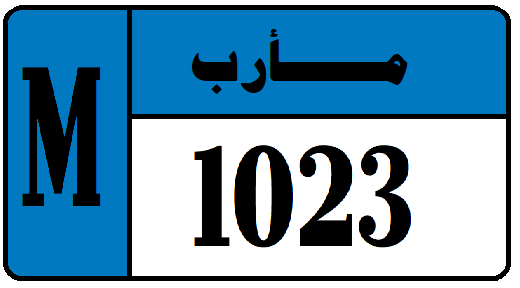
السيارات الخاصة
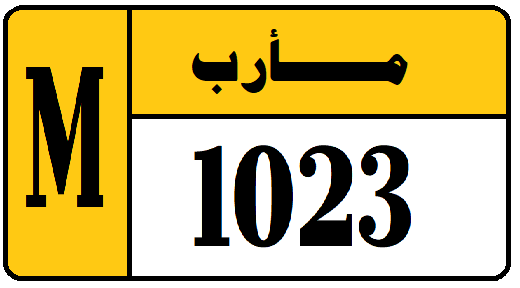
مركبة للإيجار، حافلة، سيارة أجرة
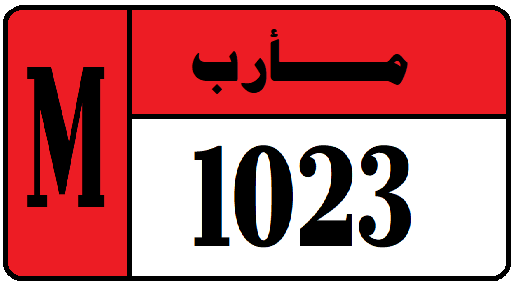
مركبات نقل البضائع، شاحنات صغيرة، شاحنات، مقطورات جرارات
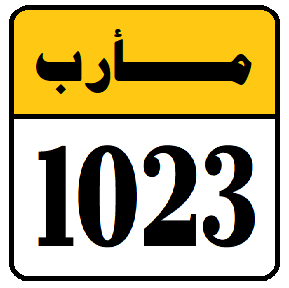
الدراجات النارية

### محافظة شبوة
ابتداءً من فبراير 2020، انضمت محافظة شبوة إلى محافظة حضرموت في إصدار لوحات الترخيص بهذا الشكل والمظهر الجديدين. وعلى غرار حضرموت، تتكون لوحات ترخيص شبوة من نص أسود وحدود سوداء على خلفية بيضاء. تتكون لوحات ترخيص محافظة شبوة من اسم المحافظة باللغة العربية "شبوة" و4 أرقام. تحتوي لوحات ترخيص محافظة شبوة أيضًا على شريط على الجانب الأيسر مع الحرف "W" باللون الأسود على خلفية يعتمد لونها على تصنيف السيارة. تحتوي اللوحات المؤقتة على شريط على الجانب الأيمن مكتوب عليه "مؤقت" على خلفية زرقاء.

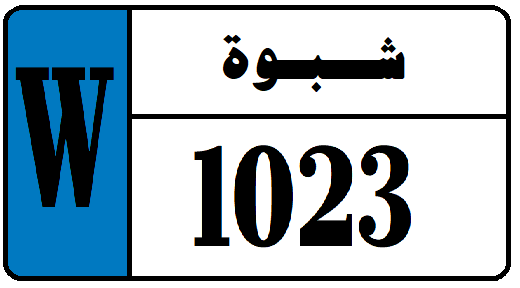
السيارات الخاصة
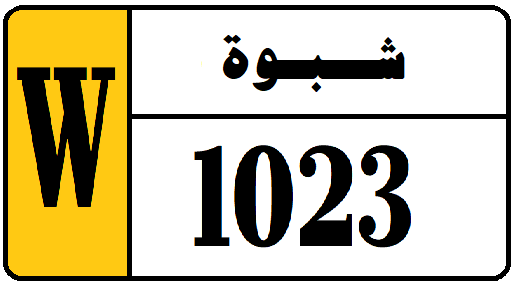
مركبة للإيجار، حافلة، سيارة أجرة
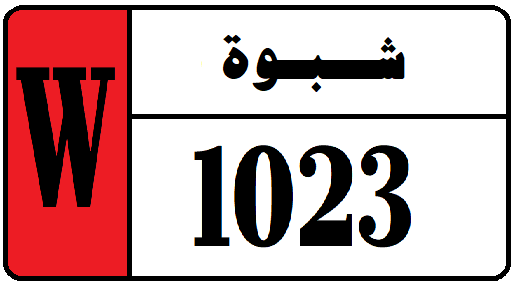
مركبات نقل البضائع، شاحنات صغيرة، شاحنات، مقطورات جرارات
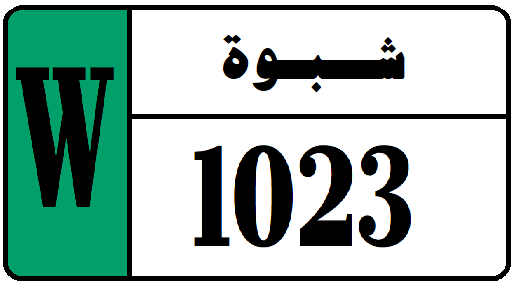
المركبات الحكومية
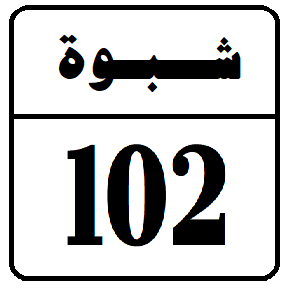
الدراجات النارية
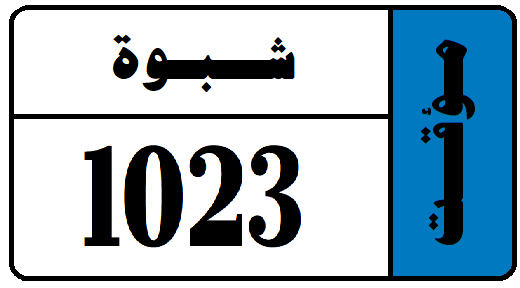
مؤقت
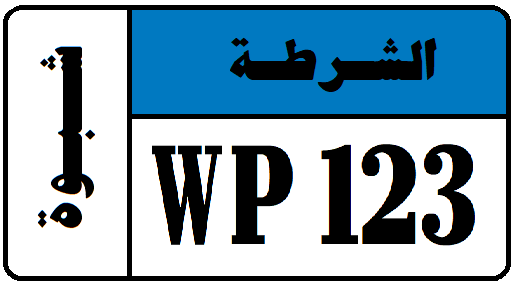
الشرطة

### محافظة تعز
على عكس المحافظات الأخرى، لم تستبدل محافظة تعز لوحات الترخيص السابقة وغيرها من اللوحات الحالية بتنسيق جديد موحد منذ العام 2018. قدمت شرطة المرور في محافظة تعز فئتين من لوحات التسجيل "المؤقتة" للمركبات التي لا تحتوي على لوحة. من غير الواضح إلى متى ستظل هذه اللوحات المؤقتة متداولة وما هو التنسيق الذي سيحل محلها، لكنها في الواقع هي تنسيق لوحة الترخيص الحالي الذي تصدره المحافظة. تحتوي اللوحات المؤقتة في تعز على صف علوي ينص على "ج - ي"، والتي تعني "الجمهورية اليمنية". كما يوجد نص "مؤقت - تعز".
هناك فئتان من لوحات الترخيص "المؤقتة":
- الفئة الأولى للسيارات الخاصة وكذلك سيارات الأجرة والمركبات الأخرى المؤجرة. تحتوي لوحات هذه الفئة على نص أسود وحدود سوداء على خلفية زرقاء.
- الفئة الثانية للسيارات التجارية، مثل الشاحنات والشاحنات الصغيرة. تحتوي لوحات هذه الفئة على نص أسود وحدود سوداء على خلفية حمراء.

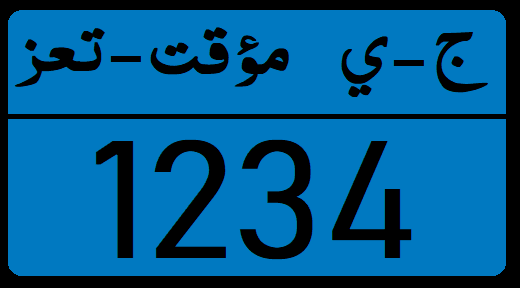
لوحات الترخيص للدرجة الأولى (المركبات الخاصة والمستأجرة)
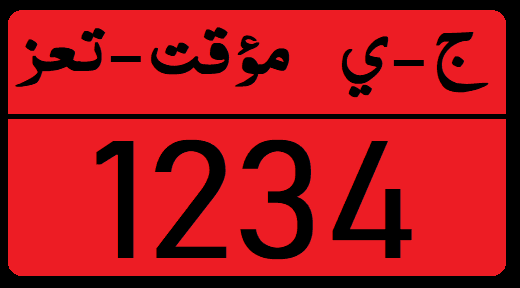
لوحات الترخيص للدرجة الثانية (المركبات التجارية)